# 山内暁
山内 暁（やまうちあき）は、会計学者。早稲田大学商学学術院教授、専修大学商学部兼任講師。

## 経歴
- 1974年　山口県生まれ。
- 中学・高校時代を欧州で過ごす。
- 1998年 早稲田大学政治経済学部経済学科（経営専攻）卒業。
- 1999年 米国公認会計士試験合格
- 2000年 Certificate登録(イリノイ州)(‐2006年)
- 2001年 AICPA登録
- 2003年 早稲田大学大学院商学研究科修士課程修了（修論は無形資産会計、大学院の指導教員は加古宜士）
- 2004年 早稲田大学商学部助手
- 2006年 License登録(ワシントン州)、多摩大学経営情報学部准教授
- 早稲田大学大学院商学研究科博士後期課程（財務会計専攻）単位取得満期退学
- 2008年 博士（商学）（早稲田大学、博論の修正版が後の著書になる『暖簾の会計』）
- 2009年 専修大学商学部会計学科准教授
- 早稲田大学政治経済学部非常勤講師、国際基督教大学教養学部非常勤講師なども歴任
- 2011年 早稲田大学商学学術院准教授
- 2016年 早稲田大学商学学術院教授

## 著書等
- IFRSの教育に関する研究（共著、日本会計研究学会、2011年9月）
- IFRS導入のコスト分析（共著、中央経済社、2011年7月）
- スタディガイド基本簿記（共著、中央経済社、2010年4月）
- 暖簾の会計（単著、中央経済社、2010年3月）
- 入門会計学　財務諸表を読むためのエッセンス（共著、実教出版、2009年10月）
- グローバル財務報告―その真実と未来への警鐘（共訳､中央経済社､2009年2月）
- 知的財産88の視点（部分執筆、税務経理協会、2007年11月）